# Chafūrin
Hirotaka Shimasawa (島沢 弘隆?, Shimasawa Hirotaka; prefettura di Saitama, 4 dicembre 1961) è un doppiatore giapponese. Il suo nome d'arte è Chafurin (茶風林?, Chafūrin). È laureato alla università Toyo.

## Doppiaggio

### Serie animate
- Oh, mia dea! (Mao Za Haxon)
- Argento Soma (Dottor Ernest Noguchi)
- Rombi di tuono e cieli di fuoco per i Biocombat (Cicadacon)
- Berserk (Urbick, Godor)
- Bleach (Grand Fisher)
- Bonobono (padre di Shimarisu-kun)
- Detective Conan (Ispettore Juzo Megure)
- Chibi Maruko-chan (Kimio Nagasawa, Hideji Saijo)
- Cowboy Bebop (Harrison)
- Cyborg 009 (006, Chang Changku)
- Death Note (Hitoshi Demegawa)
- Dragon Ball GT (Ryan Shenron)
- F-Zero: GP Legend (Don Genie)
- Flint a spasso nel tempo (Maito)
- Garfield e i suoi amici (Garfield)
- Gintama (Henpeita Takechi)
- Gregory Horror Show  (Gregory)
- Gungrave (Bob Poundmax)
- Hakushaku to yōsei (Tomkins)
- Jigoku shōjo (Erguro)
- Higurashi no naku koro ni (Kuraudo Ōishi)
- I cieli di Escaflowne (Mole Man)
- Kekkaishi (Mister Uro)
- The King of Braves GaoGaiGar (Arm Primeval (ZX-07))
- Kochira Katsushika-ku Kameari Kōen-mae Hashutsujo (Yōichi Terai)
- La legge di Ueki (Direttore)
- Gundam 0083: Stardust Memory (Bernard Monsha)
- Kidō senshi Victory Gundam (Romero Marvall)
- Narutaru (Watanabe)
- Naruto (Fukuyokana (episodio 147))
- Okane ga nai (Hayashida)
- One Piece (San Charloss)
- Otogi-Jushi Akazukin (Weird Old Tree)
- Ping-Pong Club (Kaoru Suematsu, Principal, Suzuki ed altri)
- Shippu Iron Leaguer (Buruāmā)
- Sonic the Hedgehog (Old Owl)
- Slayers Next (Tarim)
- Slayers Try (Almayce)
- Umineko no naku koro ni (Poliziotto)
- YAWARA! (Kamoda)

### Film animati
- Fatal Fury: The Motion Picture (Cheng Sinzan)
- Fatal Fury 2 - La sfida di Wolfgang Krauser (Cheng Sinzan)
- Sand Land (Re)
- Bright: Samurai Soul (Tsukuyomi)

### Videogiochi
- Asura's Wrath (Wyzen)
- Baten Kaitos: Le Ali Eterne e L'oceano Perduto (Imperatore Geldoblame)
- Baten Kaitos Origins (Imperatore Geldoblame)
- Berserk Millennium Falcon Arc: Chapter of the Holy Demon War (Ubik)
- Brave Fencer Musashi (Ben)
- Bravely Default (Dr. Qada)
- Cowboy Bebop (Walken)
- Crash Nitro Kart (Nitros Oxide)
- Dark Chronicle (Floatsam)
- Dragon Quest Heroes II (Baldo)
- Dragon Quest Rivals (Baldo)
- Dragon Quest Monsters: Il Principe oscuro (Baldo)
- Drakengard 3 (Octa)
- Eternal Sonata (Legato)
- EVE Burst Error (Ko)
- Fate/Samurai Remnant (Crimson Codex)
- Fire Emblem Heroes (Medeus)
- G.A.S.P!! Fighters' NEXTream (Kyoya)
- Granblue Fantasy (Heisenberg, Marquiares)
- Grandia III (La-Ilim)
- Guilty Gear Xrd -SIGN- (Axus)
- Gungrave (Bob Poundmax)
- Harry Potter e la pietra filosofale (Severus Pithon)
- Harry Potter e la camera dei segreti (Severus Pithon)
- Harry Potter e il prigioniero di Azkaban (Severus Pithon)
- Hokuto no Ken: Seikimatsu kyûseishu densetsu (Habu, Misumi)
- Infinite Space (Dellaconda Paracond)
- Jak 2: Renegade (Krew, Grim)
- Jak X (Krew)
- Langrisser III (Silver Wolf, Wilder)
- Maximo (Il Generale)
- Metal Gear Survive (Joseph Gruen)
- Mobile Suit Gundam: Encounters in Space (Bernard Monsha)
- Muramasa: La spada demoniaca (Shikami Danjyo)
- Panzer Bandit (Sir Golden)
- Perfect Dark Zero (Carrington)
- Persona 5 Tactica (Yoshiki Kasukabe)
- Radiata Stories (Gawain Rothschild)
- Resident Evil Village (Il Duca)
- Rodea the Sky Soldier (Asimov)
- Shin Megami Tensei III: Nocturne HD Remaster (Ministro)
- Shin Megami Tensei IV (Mido)
- Shin Megami Tensei IV: Apocalypse (Mido)
- Sly Raccooon (Panda King)
- Sonic Lost World (Zomom)
- Star Ocean: Till the End of Time (Guildmaster, Wolter)
- Star Ocean: The Last Hope (Ghimdo Triom Phi, Shimada)
- Steambot Chronicles
- Stella Deus: The Gate of Eternity (Viper)
- Super Robot Wars Alpha (Bernard Monsha)
- Super Robot Wars Alpha Gaiden (Bernard Monsha)
- Super Robot Wars Alpha 2 (Bernard Monsha, Karas)
- Super Robot Wars Alpha 3 (Bernard Monsha, Arm Primeval, Combined Primeval)
- Super Robot Wars OG: Original Generations (Alkaid Naash)
- Super Robot Wars T (Arm Primeval, Combined Primeval)
- Super Robot Wars 30 (Shigeru Akamatsu, Arm Primeval)
- Sushi Striker: The Way of Sushido (Banburk)
- Tales of the Abyss (Iemon)
- Tales of Symphonia: Dawn of the New World (Magner)
- Tokyo Mirage Sessions ♯FE (Mahiro Tsurumi)
- Trauma Center: New Blood (Guy Davidson)